# Northgrippien
Stratigraphie
Greenlandien Méghalayen
Paléogéographie et climat
Contexte géodynamique
Optimum climatique de l'Holocène
Le Northgrippien est le deuxième des trois étages de l'Holocène. Il s'étend de 8 236 à 4 250 ans avant l'an 2000,,,. Le Northgrippien est encadré par deux épisodes ponctuels de chute relative des températures, à l'intérieur de l'époque globalement tempérée de l'Holocène.

## Historique
La définition de cet étage, ainsi que celle des deux autres étages de l'Holocène, le Greenlandien et le Méghalayen, a été proposée en 2012 et ratifiée en 2018 par la Commission internationale de stratigraphie,.

## Chronologie
L'Holocène a été subdivisé par la Commission internationale de stratigraphie en trois étages,,, :
- le Greenlandien, de 11 700 à 8 236 ans AP ("AP" = « avant le présent », par convention, avant l'an 1950) ;
- le Northgrippien, de 8 236 à 4 250 ans AP ;
- le Méghalayen, de 4 250 ans AP à aujourd'hui.

## Stratotype
Le point stratotypique mondial (PSM) définissant la base du Northgrippien est une carotte de glace collectée par le North Greenland Ice Core Project (NorthGRIP ou NGRIP), sur un site de forage situé près du centre du Groenland dont les coordonnées sont 75° 06′ N, 42° 19′ O. Le PSM, provenant du forage NGRIP1, représente la chute ponctuelle des températures enregistrée lors de l'événement climatique de 8200 AP,.

Diagramme des températures durant l'Holocène

## Climat
Après la chute relative des températures liée à l'événement climatique de 8200 AP, le climat se réchauffe à nouveau et atteint les plus hautes températures enregistrées au cours de l'Holocène. La première partie du Northgrippien correspond ainsi à l'optimum climatique de l'Holocène, malgré quelques fluctuations mineures au cours de la période. Vers 2250 av. J.-C., l'événement climatique de 4200 AP s'accompagne d'une nouvelle chute ponctuelle des températures, qui vient mettre un terme au Northgrippien et ouvre le Méghalayen.
L'optimum climatique de l'Holocène entraine des variations dans les masses d'air et un déplacement des zones de précipitations par rapport à la période actuelle. L'extension des calottes glaciaires polaires est alors à son minimum enregistré durant l'Holocène.

## Paléofaune

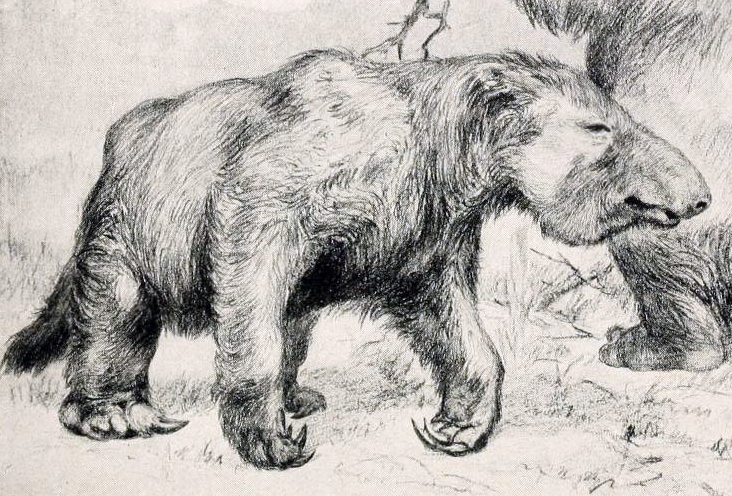
Megatherium americanum, paresseux géant (4 t).

Le paresseux géant Megatherium americanum, un des plus grands mammifères terrestres connus, qui pouvait peser jusqu'à 4 tonnes et mesurer jusqu'à 6 m de longueur de la tête à la queue, a disparu en Argentine vers 5370 av. J.-C..

Le grand cerf Megaloceros giganteus a disparu dans l'Oural et la Sibérie occidentale vers 4866 av. J.-C..

## Préhistoire
Le Northgrippien est la période durant laquelle de nombreuses régions du monde passent d'une économie de prédation à une économie de production fondée sur l'agriculture et l'élevage, ce qui marque ainsi leur entrée dans le Néolithique. Seules six à huit régions de la planète sont considérées comme ayant inventé indépendamment l'agriculture. Partout ailleurs, techniques et modes de vie se sont diffusés de proche en proche à partir des premiers foyers agricoles. À la fin du Northgrippien, peu de régions d'Eurasie ont encore un mode de vie de chasseurs-cueilleurs.